# برايان دراموند
برايان دراموند (Brian Drummond) هو ممثل كندي ولد في 10 أغسطس 1969 في مدينة سالمون أرم في مقاطعة كولومبيا البريطانية.

## أدواره في الأنمي

### مسلسلات أنمي تلفزيونية
- التقرير المتنقل الجديد جاندام وينج - زيكس ماركيز/ميلياردو بيسكرافت
- إينوياشا - رينكوتسو, جورومارو, كاغيرومارو
- البدلة المتنقلة جاندام سيد - أندرو والتفيلد
- البدلة المتنقلة جاندام سيد ديستني - أندرو والتفيلد, يونا روما سيران
- البدلة المتنقلة جاندام 00 - جويس مورينو, هومر كاتاجيري, برينج ستابيتي
- .hack//Roots - ناسوبي
- ديث نوت - ريوك, سوغورو شيمورا
- بلاك لاغون - بيني
- ترانسفورمرز إينرجون - شوكبلاست
- المتحولون سايبرترون - جيتفاير, جولت
- إسكافلوني السماء - ألن شيزار
- ذا سول تيكر - دكتور كيويا
- باك مان ومغامرات الأشباح - كلايد, باتلر, دكتور باتوكس

### أوفا أنمي
- التقرير المتنقل الجديد جاندام وينج: إندليس والتز - زيكس ماركيز

## أدواره في الرسوم المتحركة
- مصنف A للإمتياز - نوم
- فريق البطل 108 - جامبي النطاط, هاي رولر
- ماي ليتل بوني: فرندشيب إز ماجيك - كاروت كيك, المأمور سيلفر ستار, العم أورينج
- بايبي لوني تيونز - فلويد, إلمر

## وصلات خارجية
- برايان دراموند على موقع IMDb (الإنجليزية)
- برايان دراموند على موقع ألو سيني (الفرنسية)
- برايان دراموند على موقع أول موفي (الإنجليزية)
- برايان دراموند على موقع قاعدة بيانات الفيلم (الإنجليزية)
- برايان دراموند على موقع كينوبويسك (الروسية)
- برايان دراموند على موقع ANN person (الإنجليزية)